# Ayuntamiento de Augsburgo
El Ayuntamiento de Augsburgo (alemán: Augsburger Rathaus) es un edificio histórico y uno de los más destacados de esta ciudad, del estado de Baviera (Alemania). Constituye el centro administrativo del municipio y es una de las obras más importantes de la arquitectura renacentista civil al norte de los Alpes. Fue proyectado por el arquitecto alemán Elias Holl entre 1615 y 1624.
La propia imagen de Augsburgo como ciudad imperial libre está representada en el edificio por dos ornamentos situados en el gablete que corona la fachada: el primero es el águila imperial del Sacro Imperio Romano (Reichsadler),  que representa la importancia de la ciudad y el segundo el cono del Pinus cembra (Zirbelnuss), que es el símbolo de la ciudad de Augsburgo.

## Historia
La primitiva casa consistorial de Augsburgo se construyó en 1385 y a principios del siglo XVII se decidió llevar a cabo una renovación de la misma para acomodarla para Reichstag Imperial, que luego se asentó en la ciudad. En 1609, el ayuntamiento encargó al renombrado arquitecto Elias Holl la elaboración de un plan de renovación del antiguo edificio gótico. Después de seis años de trabajo, Holl presentó un plan a los magistrados, que fue rechazado por el consejo y, para sorpresa de Holl, se le dio un nuevo encargo que comprendía la demolición del antiguo ayuntamiento y la construcción en su lugar un nuevo edificio.
Elias Holl realizó su proyecto para el nuevo Augsburger Rathaus, en estilo renacentista, y el 25 de agosto de 1615, se colocó la primera piedra de la construcción. El deseo de los magistrados era que el Rathaus no tuviera torres, sin embargo Elias Holl insistió en la construcción de las famosas torres con cúpulas en forma de bulbo que flanquean la fachada y en 1618 se autorizó la continuación de las obras. El exterior se completó en 1620, y el interior se terminó en 1624, después de una fase de casi quince años de planificación y nueve más de construcción. El coste de la construcción del nuevo Rathaus fue de alrededor de 100 000 florines.
El edificio fue gravemente dañado por el bombardeo de la Royal Air Force durante la Segunda Guerra Mundial, que se produjo en la noche entre el 25 y el 26 de febrero de 1944. Después de la guerra se iniciaron las labores de rehabilitación que se completaron en abril de 1962, que reconstruyeron bastante fielmente el exterior. Desde 1955, el edificio fue utilizado nuevamente como centro administrativo municipal. Entre los años 1980 y 1984, la fachada fue restaurada a los colores originales, según los registros históricos existentes. En el interior, la Sala Dorada no se reastauró hasta los años ochenta.

## Arquitectura
En el interior, Holl construyó tres salas: en la planta baja por detrás de la entrada principal, se encuentra el vestíbulo inferior, otra en la planta superior y la que es la sala más impresionante del edificio, el Salón Dorado (Goldener Saal) de doble altura, con magníficas puertas, murales y techos muy ornamentados. Junto al Goldener Saal se hallan las habitaciones del príncipe (Fürstenzimmer), proyectadas como espacios para huéspedes importantes.

### El Salón Dorado
La Sala Dorada (Goldener Saal) es la más impresionante de las habitaciones del Rathaus, y uno de los monumentos culturales más importantes del Renacimiento alemán tardío. El Salón cubre un área de 552 m²  con una altura de 14 m y está ricamente decorada con grandes puertas, magníficos murales y techumbres con ricos artesonados y pinturas. El interior fue diseñado por Johann Matthias Kager, y no fue terminado hasta 1643.
El salón fue gravemente dañado por los bombardeos durante la guerra. Cuando el Rathaus se restauró después de la guerra, el Goldener Saal quedó excluido de estas obras y se dejó con una techumbre de madera, unas puertas pequeñas y las paredes en blanco, siendo utilizado hasta los años 80 como espacio de exposiciones. A principios de los años 80, el Ayuntamiento decidió renovar el Salón Dorado para el 2000 aniversario de la ciudad, que se celebró en 1985. La sala fue redecorada de acuerdo con dibujos históricos y fotografías, comenzando con la reconstrucción de los artesonados y pinturas del techo, el piso y las puertas. El 9 de enero de 1985, se reabrió el Salón. Con el apoyo de numerosas donaciones y el interés activo de Augsburgo, los trabajos siguieron hasta 1996, en que se reinauguró por segunda vez. Esta reconstrucción costó más de 10 millones de marcos y se emplearon un total de 10 kilos de oro.